# Kula (gmina Sokolac)
Kula (cyr. Кула) – wieś w Bośni i Hercegowinie, w Republice Serbskiej, w mieście Sarajewo Wschodnie, w gminie Sokolac. W 2013 roku liczyła 55 mieszkańców.